# 2113 Ehrdni
2113 Ehrdni è un asteroide della fascia principale. Scoperto nel 1972, presenta un'orbita caratterizzata da un semiasse maggiore pari a 2,4731468 UA e da un'eccentricità di 0,0961399, inclinata di 6,43909° rispetto all'eclittica.
L'asteroide è dedicato a Ehrdni Teldzhievich Delikov, eroe sovietico che combatté nella Grande Guerra Patriottica.